# المنصور بنصر الله
المنصور بنصر الله هو إسماعيل بن محمد بن عبيد الله الملقب بالمنصور بنصر الله تولى حكم الدولة الفاطمية بعد وفاة ابيه القائم بأمر الله عام 334 هجري. وهو الإمام الثالث عشر في سلسلة أئمة الإسماعيلية. كما كان مؤسس مدينة المنصورية قرب القيروان بتونس والتي كانت عاصمة للدولة الفاطمية ما بين عامي 946 و975م.
ولم تدم فترة خلافته طويلا حيث مات في عام 341 هجريا.
| سبقه القائم بأمر الله | الخلافة الفاطمية 946– 953 | تبعه المعز لدين الله |

| قبله: القائم بأمر الله | أئمة الشيعة الإسماعيلية | بعده: المعز لدين الله |